# Afraegle
Afraegle is een geslacht uit de wijnruitfamilie (Rutaceae). Het geslacht telt twee soorten die voorkomen in de West-Afrikaanse landen Benin, Ivoorkust, Ghana, Burkino Faso, Guinee, Guinee-Bissau, Liberia, Nigeria, Centraal-Afrikaanse Republiek, Gabon, Senegal en Togo.

## Soorten
- Afraegle mildbraedii Engl.
- Afraegle paniculata (Schumach. & Thonn.) Engl.

... · 
Acradenia · 
Acronychia · 
Aegle · 
Afraegle · 
Amyris · 
Casimiroa · 
Choisya · 
Citrus · 
Clausena · 
Dictamnus · 
Diplolaena · 
Fortunella · 
Limonia · 
Melicope · 
Murraya · 
Phellodendron · 
Poncirus · 
Ptelea · 
Ruta · 
Skimmia · 
Tetradium · 
Vangueriella · 
Vepris · 
Zanthoxylum · 
Zieria · 
...